# Пекиншки дијалект
Пекиншки дијалект (упрош: 北京话; трад: 北京話; пин: Běijīnghuà) је мандарински дијалект који се говори у урбаном подручју Пекинга. Пекиншки дијалект је основа стандардног мандаринског језика, који се као стандардни службени кинески говорни језик користи у Народној Републици Кини, Републици Кини (Тајвану) и Сингапуру.
Иако су пекиншки дијалект и стандардни мандарински језик врло слични, међу њима постоје мање разлике.

## Распрострањеност
Термин „пекиншки дијалект” обично се односи на дијалект којим се говори у урбаном подручју Пекинга. Међутим, лингвисти су дали ширу дефиницију за „пекиншки мандарински језик” (упрош: 北京官话; трад: 北京官話; пин: Běijīng Guānhuà), у који се такође укључују и дијалекти који су врло слични пекиншком дијалекту.
На примјер, локални говор Ченгде, град сјеверно од Пекинга, сматра се довољно близу пекиншког дијалекта да се ставља у ову категорију. Други примјери укључују локални говор Хајлара у Унутрашњој Монголији; Карамаја у Хињианги; и у Шенџена у Гуандонгу. Многи од тих градова су недавно насељени Хан Кинезима, са различитих језичних говорних подручја. Као резултат тога, становници тих градова су усвојили стандардни мандарински језик.

## Фонологија
Фонологија пекиншког дијалекта и стандардног мандаринског језика су готово идентичне, али постоје уочљиве разлике.
Најистакнутија је пролиферација ротичких самогласника. Сви ротички самогласници су резултат -儿 , суфикс именица, осим за неколико ријечи изговорено као , које немају овај суфикс. У стандардном мандаринском, они се такође појављују, али ни близу као у пекиншком дијалекту. Овај феномен је познат као Ерхуа (儿化).
Осим тога, пекиншки дијалект има неколико фонетских скраћивања који се обично сматрају превише „жаргонским” за коришћење у стандардном мандаринском језику. На примјер, у брзом говору, почетни сугласници пролазе кроз промјену ако су у једној ненаглашеном слогу: пинјин zh ch sh  постаје р , тако да 不知道 bùzhīdào „не знам” може звучити као bùrīdào (наглас је на први и трећи слог); ђ ћ шј (пин: j q x)  постаје ј (пин: y) , тако да 赶紧去 gǎnjǐnqù „иди брже” може звучити као gǎnyǐnqù; б д г (пин: b d g)  дају глас да постану : []; сличне промјене се јављају и на другим сугласницима. Такође, крајњи  и (мање често)  (пин: -ng) се не може затворити у цјелости, тако да је носни самогласник проглашен умјесто један носни сугласник; на примјер, 您 nín заврши да звучи као „њих”, умјесто „њиин” у стандардном мандаринском језику:
| Пинјин | Стандардни мандарински | Типичан изговор у Пекингу |
| ------ | ---------------------- | ------------------------- |
| an     |                        |                           |
| ian    |                        |                           |
| en     |                        |                           |
| in     |                        |                           |
| ang    |                        |                           |
| eng    |                        |                           |
| ing    |                        |                           |

Тонови у пекиншком дијалекту имају тенденцију да буду оштрији него у стандардном мандаринском језику. У стандардном мандаринском, четири тона су високи-равни, високо-узлазни, силазно-улазни и високо-силазни; у пекиншком дијалекту, прва два тона су виша, трећи се спушта мало више и четврти такође пада више.

## Вокабулар
Пекиншки дијалект има много ријечи које се сматрају жаргонским, и зато се појављују много мање или нимало у стандардном мандаринском језику. Недомаћи Пекинжани често имају проблема са разумијевањем већине ових речи. Многи ти некњижевни изрази имају суфикс -р. Примјери укључују:
- 倍儿 bèir — веома, посебно (који се односи на начин или обележје)
- 别价 biéjie — не; обично слиједи 呀 ако се користи као заповедни начин (обично се користи када се одбија милост од блиских пријатеља)
- 搓火儿 cuōhuǒr — бити љут
- 颠儿了 diārle — напусти; побјећи
- 二把刀 èrbǎdāo — особа с ограниченим способностима, клутз
- 嗬 hè — узвик указује изненађење или сумњу
- 齁儿 hōur — на екстремној мјери, користи се за укус (обично слатко)
- 抠门儿 kōumér — тврдица, расипник
- 劳驾 láojia — опрости; чује се често у пекиншким аутобусима
- 溜达 liūda — шетати се око; еквивалент у стандардном Мандаринском 逛街 или 散步
- 撒丫子 sayazi — ићи на ноге, отићи, напустити
- 怂 sóng / 蔫儿 niār — покуњен
- 消停 xiāoting — да коначно и захваљиво бити тих и миран
- 辙 zhé — начин (да урадиш нешто); еквивалент у стандардном Мандаринском 办法
- 褶子了 zhezile — пропао (поготово ствари које треба направити)

Неки изрази се сматрају tuhua (土话), као „основни језик”, који су пренети из старије генерације и више се не користе међу образованијим особама, на примјер:
- 迄小儿 qíxiǎor — од младе доби
- 晕了菜 yūnlecài — бити неоријентисан

Други се могу сматрати као нови изрази који се користе код „модернијег” друштва:
- 套瓷儿 tàocír — бацити у кош; користи се за кошарку
- 小蜜 xiǎomì — посебна женска пријатељица (негативно значење)

## Граматика
Као и код фонологије и вокабулара, граматика колоквијалног пекиншког дијалекта користи више колоквијалних израза него стандардни мандарински. Углавном, стандардни мандарински је под утицајем класичног кинеског језика, што га чини више сажет и језгровит; пекиншки дијалект није био утицан на тај начин, па се чини више надугачак — али ово је сачињено од чињенице да се пекиншки дијалект говори брже и има фонетске скраћенице (види поглавље о фонологији горе).
На примјер:
- Стандардни мандарински:
  - 今天会下雨，所以出门时要记得带伞。
  - Jīntiān huì xiàyǔ, suǒyǐ chūmén shí yào jìde dài sǎn.
- Пекиншки дијалект:
  - 今儿得下雨，所以出门儿时得记着带伞！
  - Jīnr děi xiàyǔ, suǒyǐ chūménr shí děi jìzhe dài sǎn!
- Након што је прошао кроз пекинших фонетских смењивања:
  - Jīr děi xiàyǔ, suǒyǐ chūmér shi děi jìzhe dài sǎn!
- Бит ће киша данас, па не заборавите понијети један кишобран, када изађите.

Реченица у пекиншком дијалекту звучала би предугачко ако би се користила у контексту који захтијева стандардни мандарински језик (нпр. у писаном облику, или формалном говору), иако звучи у реду ако се користи међу мјештанима Пекинга (са пекиншким фонетским смењивањама). Стандардни мандарински изговор звучи коректно ако се користи у контексту који захтијева (нпр. међу пријатељима из различитих кинеских подручја), али је сувише неприродан и кратак да би се могли примити сва фонетска смењивања пекиншког изговора и може бити несхватљив као резултат.